# Гуцульський край
«Гуцульський край» — Косівська районна газета. 
Наклад (тираж) перевищує п’ять тисяч примірників[джерело?]. 
Тематика: розповіді про цікаві події і непересічних людей краю. Газета пише про і для жителів району, і вже багато десятиліть веде інформаційний літопис краю. З газети ви дізнаєтесь про цікаві події і непересічних людей краю. Разом з нами вихідці Косівщини, яких доля розкидала по Україні і світу, зможуть будь-коли завітати до рідного дому, дізнатися, як нині живуть і чим переймаються його жителі[джерело?].